# القنب الهندي في تونس

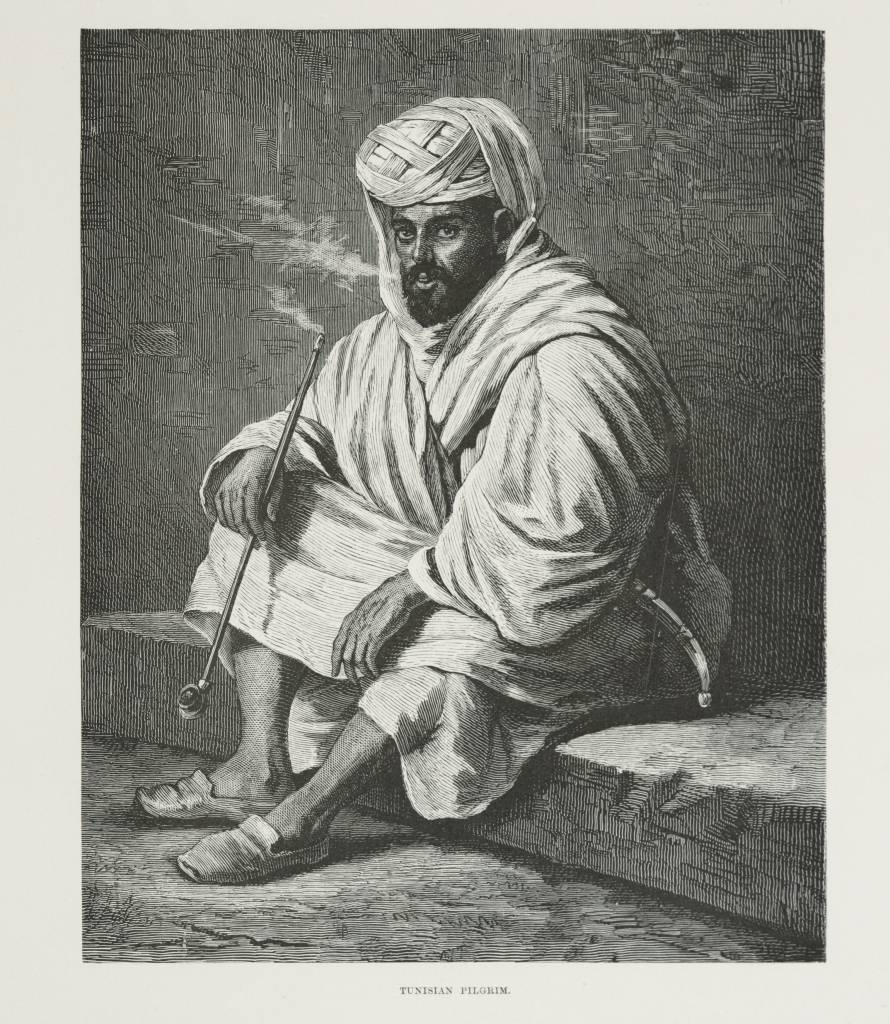
حاج تونسي سنة 1878

القنب الهندي في تونس والمعروف أيضا باسم الزطلة على المستوى الوطني أو التكروري على المستوى الجهوي، غير قانوني منذ عام 1953.

## تاريخ
ويعتقد أنه قد تم ادخالها في تونس الحالية أثناء الفتح الإسلامي للمغرب من القرن التاسع والقرن الثاني عشر.
تم حظرها في البلاد عن طريق مرسوم 23 أبريل 1953.

## تطبيق
استخدام أو حيازة القنب يعاقب عليها من سنة إلى خمس سنوات سجن وغرامة من 1000 إلى 3000 دينار. وفي حالة بيع، نقل أو زراعة يعاقب عليها بالسجن من 6 إلى 25 عاما وغرامة من 5000 إلى 100,000 دينار.
تونس لا تزال تستخدم تحليل البول لإثبات حالات الاستخدام في غياب حالة التلبس. إذا كان يعطي نتيجة لذلك دون العشرين نانوجرام لكل لتر، فإنه يمكن توجيه الاتهام للشخص من أجل الاستهلاك عن طريق الاستنشاق، حيث يعاقب عليها بالسجن ستة أشهر.

## روابط خارجية
- (بالفرنسية) Cannabis : pourquoi il est urgent de réformer la « loi 52 » en Tunisie، جون أفريك، 3 فبراير 2016